# Бенгальський тигр
Бенгальський тигр, або королівський бенгальський тигр (Panthera tigris або Panthera tigris bengalensis) — підвид тигра. Мешкає в Індії, Пакистані, Бутані, М'янмі, Непалі.

## Зовнішній вигляд
Довжина тіла самців (з хвостом) становить 274–310 см, іноді до 360 см. Хвіст великого самця зазвичай 85-95 см завдовжки. Маса 180–275 кг.
Самки мають довжину тіла (з хвостом) в 242–270 см. Маса 100–180 кг.
Офіційно[уточнити] найважчим бенгальським тигром був самець, котрий важив 258,6 кг і був застрелений в Північній Індії в 1938. Проте вчені зловили самця вагою 270 кг (Непал, 1984). Колір хутра від жовтого до світло-помаранчевого, колір смуг від темно-коричневого до чорного, живіт білий. Бенгальський тигр займає друге місце за величиною після сибірського. Але бенгальські тигри, які живуть на півночі, навіть більші, ніж сибірські.

## Ареал
Мешкає в Північній і Центральній Індії, Пакистані, Бутані, М'янмі, в Непалі, а також в околицях гирла р. Ганг і в Бангладеші. Живуть в різноманітних умовах, включаючи поля, субтропічні і тропічні ліси, вологі і сухі листяні ліси, мангрові зарості.

## Популяція
Попри те, що даний підвид тигра є найчисленнішим, він також знаходиться під загрозою, в основному потерпаючи від браконьєрства та руйнування звичного природного середовища. Найбільша кількість бенгальських тигрів живе в межах екорегіону Тераі-Дуар. Згідно з інформацією індійського уряду, популяція даного підвиду нараховує 3000-4000 тварин, приблизно 3000 з яких живуть на території Індії; але багато індійських вчених ставлять цю інформацію під сумнів, вважаючи, що такі цифри є завищеними. За іншими даними, кількість тигрів в Індії може бути меншою за 2000, особливо враховуючи те, що більшість обліків проводилось за слідами, але цей спосіб зазвичай дає завищені цифри.
Втрати місця існування і надзвичайно масштабні сфери втручання — серйозні загрози виживанню виду. Браконьєри вбивають тигрів не тільки задля їх хутра, але й задля частин тіла, з них роблять різні традиційні східноазійські ліки. Інші чинники, які впливають на їх зникнення, — вбивство заради помсти. Фермери звинувачують тигрів в тому, що вони вбивають худобу. У Індії навіть армійський персонал іноді рятує тигрів від переслідувань.

## Біла варіація(Panthera tigris tigrisvar.alba)
Невелика популяція була виведена ученими в середині 70-х для прикраси зоопарків. У природних умовах біла шкура тільки заважала б звірові полювати влітку. Фахівці пояснюють рідкісне забарвлення недостатнім вмістом пігменту. Проте чорні смужки при цьому не постраждали. Білі тигри відрізняються від своїх побратимів з рудою шкурою ще й блакитним кольором очей.

## Індія рятує своїх тигрів
Оцінки WII показали, що чисельність тигрів знизилась в Мадії-Прадеше на 61%, Махараштрі на 57%, і Раджастхані на 40%. Для порівняння, згідно з першим урядовим переписом тигрів, що проводиться при Проєктній Ініціативі Тигра, початій в 1973, урахувало 1 827 тигрів в країні того року. Відтоді чисельність тигрів зросла, вона досягла 3 700 тигрів в 2002.
Щонайменш один з тигрових заповідників (Саріска) повністю втратив тигрів через браконьєрство. В 1972 році в Індії був розпочатий масштабний охоронний проєкт, відомий як «Проєкт Тигр», метою якого було збереження цієї тварини на індійській території. Завдяки заходам, втіленим в рамках даного проєкту, кількість тигрів збільшилась з 1200 в 70-х роки до 3000 в 90-х; цей проєкт був визнаний однією з найуспішніших програм з охорони природи у світі.

## Інше
Бенгальський тигр є національною твариною в Бангладеші.